# عملیات ایشتوان باتروی در لیوونی
عملیات ایشتوان باتروی در لیوونی بین سال‌های ۱۵۷۷ و ۱۵۸۲ میلادی طی آخرین مرحلهٔ جنگ لیوونی درگرفت. نیروهای متحد لهستان و لیتوانی به فرماندهی ایشتوان باتروی، شاه لهستان و دوک لیتوانی، به نیروهای ایوان چهارم، تزار روسیه، حمله کردند. طی این عملیات چندین ساله، نیروهای روسیه از لیوونی عقب نشینی کردند و لهستان به پیروزی مهمی دست یافت. این جنگ در نهایت به آتش بس یام زاپولسکی ختم گردید.